# Danwatch
Danwatch er et dansk webmedie og researchcenter, der publicerer undersøgende journalistik. Danwatch blev  stiftet i 2007 af Forbrugerrådet Tænk, WWF Verdensnaturfonden, Mellemfolkeligt Samvirke, Folkekirkens Nødhjælp og Solhvervfonden v. Knud Foldschack. Danwatch administreres af en fond og er uafhængig af politiske, statslige eller private interesser.
Danwatch udgiver journalistiske undersøgelser om krænkelser af menneskerettigheder og miljø inden for seks forskellige fokusområder og med et særligt fokus på udviklingslande og vækstøkonomier. 
Jesper Nymark er direktør og ansvarshavende chefredaktør, og Thomas Gösta Svensson er journalistisk chefredaktør pr. august 2024.

## Organisationens formål
Fonden er en almennyttig fond, og dens formål er "at sætte fokus på danske virksomheders handel med og brug af arbejdskraft og naturressourcer i udlandet". 
Derudover har Danwatch publiceret undersøgelser, der berører emner som menneskerettigheder, klima, sundhed og sikkerhed.

## Journalistiske priser
- I 2015 modtog Danwatch Timbuktu-prisen. Med prisen fulgte et arbejdslegat på 100.000 kroner, der skal bidrage til at undersøge danske virksomheders rolle i den globale våbenindustri.[3][4]

- I 2017 modtog Danwatch CISU's Initiativpris. Med prisen fulgte 25.000 kroner.[5]

- I 2018 modtog Danwatch Anders Bordings Mediepris.[6]. Danwatch fik prisen for at have startet et uafhængigt, kritisk medie og at lykkes med at få finansiering til at lave undersøgende journalistik.[7]

- I 2020 modtog journalister fra Danwatch og TV2 FUJ's Metodepris, som uddeles af Foreningen for Undersøgende Journalistik. Prisen blev givet til journalisterne Nikolaj Houmann Mortensen, Charlotte Aagaard og Emilie Ekeberg fra Danwatch og Joachim Claushøj Bindslev, Sofie Synnøve Herschend og Lasse Ravnø fra TV2 for undersøgelsen "Krigsforbrydelser Under Radaren"[8], der afdækkede, hvordan Danmarks største forsvarsvirksomhed, Terma, har leveret militært udstyr til de Forenede Arabiske Emirater, der anklages for krigsforbrydelser i Yemen.

- I 2021 modtog Danwatch Anders Bordings Journalistpris. Prisen blev givet for undersøgelsen "Krigsforbrydelser Under Radaren"[9].

- I juni 2023 modtog Danwatch Nairobiprisen.[10] Prisen uddeles årligt af Nairobi-klubben, som er et fagligt forum for medie- og fagfolk, der arbejder med formidling af udviklingsstof.[11]

- I november 2024 modtog journalist Jakob Kjøgx Bohr fra Danwatch FUJ's Metodepris for en serie af artikler om den russiske skyggeflåde. Artiklerne beskrev, ”hvordan Ruslands skyggeflåde er med til at finansiere den russiske krigskasse, og hvordan de russiske skibe, som sejler rundt i vores farvand, er flydende miljøkatastrofer, som hverken myndigheder eller politikere har gennemskuet”.[12]

## Ekstern henvisning
- Officiel hjemmeside